# کاستوئرا
کاستوئرا (به اسپانیایی: Castuera) یک شهرستان در اسپانیا است که در استان باداخس واقع شده‌است.

## خصوصیات
کاستوئرا ۴۳۲ کیلومترمربع مساحت و ۶٬۴۲۲ نفر جمعیت دارد و ۵۱۲ متر بالاتر از سطح دریا واقع شده‌است.